# Тебеньки

Сідло козацького типу:
1. крила (тебеньки)

Тебе́ньки (ст.-укр. тебенкы, рос. тебенек, тебеньки; кирг. тебеньга) —  шкіряні або полотняні декоративні підвіски-крила по боках сідла східного типу. Підвішувалися на сідельних пряжках для захисту ніг вершника від тертя стременного ременя. Називалися за місцем виробництва — кримські (тамтешні), бухарські, московські тощо. Використовувалися татарами, черкесами, козаками, московитами та іншими східними народами. Згадуються як різновид «татарського товару» у статутній грамоті молдавського воєводи Олександра від 1407 року, що надавала львівським і подільським купцям право вільно торгувати у Молдовському князівстві. Були предметом імпорту Московії з Кримського ханства у XVI ст.. Також — тибеньки, підтебеньки, сідельні крила.